# Ефимовка (Омская область)
Ефимовка — деревня в Кормиловском районе Омской области России. В составе Михайловского сельского поселения.

## История
Основана в 1907 г. В 1928 г. состояла из 181 хозяйства, основное население — русские. Центр Ефимовского сельсовета Корниловского района Омского округа Сибирского края.

## Население
| 2010 |
| ---- |
| 75   |